# Das Kind, das ich in meinen Träumen sah
Das Kind, das ich in meinen Träumen sah (jap. 夢で見たあの子のために Yume de Mita Ano Ko no Tame ni) ist eine Manga-Serie von Kei Sanbe, die von 2017 bis 2022 in Japan erschien. Die Geschichte über einen Oberschüler, der den Mord an seinen Eltern rächen will, wurde in mehrere Sprachen übersetzt.

## Inhalt
Der Oberschüler Senri Nakajo sinnt auf Rache für seine Eltern. Die wurden unter ungeklärten Umständen ermordet, als Senri fünf Jahre alt war. Auch sein Zwillingsbruder Kazuto ist seit jenem Tag verschwunden. Senris einzige Erinnerung an den Täter ist eine auffällige Narbe. Dennoch will er ihn um jeden Preis zur Strecke bringen. Auf die Schule oder Arbeit hat er dagegen wenig Lust, ist bei seinen Mitschülern aber für seine Hilfsbereitschaft bekannt. Bei seiner Hilfe trickst er jedoch auch andere aus, um sich einen Vorteil zu verschaffen. Eines Tages fällt ihm dabei im Fernsehen ein Mann mit Narbe auf, und er ist sich sicher, den Täter endlich gefunden zu haben. Doch der Mann verschwindet, und auf der Suche nach ihm gerät Senri an weitere Kriminelle und immer tiefer in Intrigen und Gewalt.

## Veröffentlichung
Die Serie erschien zunächst ab Juli 2017 in Einzelkapiteln im Magazin Young Ace. Das letzte Kapitel wurde dort im Juli 2022 veröffentlicht. Der Verlag Kadokawa Shoten brachte die Kapitel auch gesammelt in elf Bänden heraus. Der dritte dieser Bände verkaufte sich in der ersten Woche nach Veröffentlichung in Japan über 28.000 Mal und erreichte damit Platz 29 der Manga-Charts.
Eine deutsche Fassung wurde von September 2022 bis März 2025 von Tokyopop mit allen elf Bänden veröffentlicht. Im Oktober 2024 erschien ein Starter Pack, das die ersten beiden Bände umfasst. Die Übersetzung stammt von Maria Römer. Auf Englisch erschien die Serie bei Yen Press, auf Spanisch bei Norma Editorial, auf Französisch bei Ki-oon, auf Italienisch bei Edizioni Star Comics und auf Chinesisch bei Kadokawa Taiwan.